# Howard Fehr
Howard Franklin Fehr (Bethlehem, Pensilvânia, 4 de dezembro de 1901 – Manhattan, 6 de maio de 1982) foi um didático da matemática estadunidense.

## Vida
Fehr estudou na Universidade Lehigh (bacharelado e mestrado) e na Universidade Columbia, onde obteve em 1940 um doutorado com a tese A Study of the Number Concept of Secondary School Mathematics.
Foi um dos principais defensores da Matemática Moderna nos Estados Unidos, que teve grande reconhecimento em conexão com o Crise do Sputnik. Em 1961 foi publicado seu relatório New Thinking in School Mathematics para a UNESCO (Organização das Nações Unidas para a Educação, a Ciência e a Cultura) e a OECD (Organização para a Cooperação e Desenvolvimento Económico). Nos Estados Unidos isto conduziu ao programa Secondary School Mathematics Curriculum Improvement Study (SSMCIS) nas High Schools, onde no final da década de 1960 até os anos 1970 conceitos fundamentais transversais (como conjuntos, relações, mapeamentos, grupos, corpos, anéis, espaços vetoriais) foram ensinados. No entanto, o programa sofreu com a falta de apoio central dos Estados Unidos, um público cético interessado principalmente em resultados em aprovações para o ensino superior um contra-movimento em meados da década de 1970 (dentre outros por Morris Kline).
Para a Unesco viajou pelo mundo para disseminar essas idéias de reforma educacional em matemática (América Latina, países árabes, Grécia, Espanha, Índia). Foi autor e editor de muitos livros didáticos de matemática, que também foram usados fora dos Estados Unidos (por exemplo, uma tradução em espanhol de seu livro de álgebra).

## Obras
- Secondary mathematics; a functional approach for teachers, Boston: Heath 1951
- com Virgil S. Mallory: Senior mathematics for high schools, Chicago: Sanborn 1955
- Algebra, Boston: Heath 1955
- Teaching High School Mathematics, National Education Association, 1955
- com Walter H. Carnahan: Geometry, Boston: Heath 1961
- com Max A. Sobel: Mathematics for Everyone, New York: Pocket Books 1963
- Number patterns make sense, New York: Holt, Rinehart and Winston 1965
- com Thomas J. Hill: Contemporary mathematics for elementary teachers, Boston: Heath 1966
- An introduction to sets, probability and hypothesis testing, Boston: Heath 1964
- com Jo McKeeby Phillips: Teaching modern mathematics in the elementary school, 1967, 2ª Edição, Addison-Wesley 1972